# Gungolding

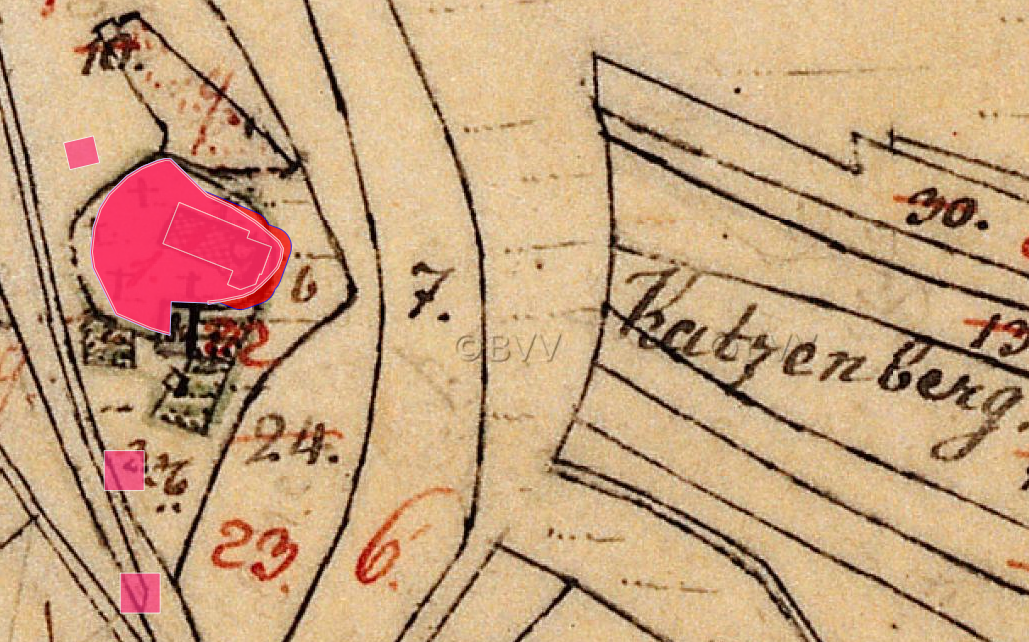
Lageplan von Wehrkirche Gungolding auf dem Urkataster von Bayern

Gungolding ist eine Gemarkung und ein Ortsteil der Gemeinde Walting im oberbayerischen Landkreis Eichstätt. 

## Geographie
Das Pfarrdorf Gungolding liegt 16 km östlich der Kreisstadt Eichstätt im Herzen des Naturparks Altmühltal. Die Altmühl, ein Nebenfluss der Donau, und die Staatsstraße von Eichstätt nach Kipfenberg teilen den Ort in zwei Teile, verbunden durch die am 25. Juli 1986 neu erbaute Brücke.

## Geschichte
Das an der Römerstraße Pfünz-Böhming gelegene Gungolding war bereits vorwillibaldinisch christianisiert. Im 12. Jahrhundert wurde eine Wehrkirche erbaut, die vermutlich als Fliehburg der Ortsbevölkerung diente. 
Bis 1803 gehörte Gungolding zum Amt Walting des Hochstiftes Eichstätt und lag ab 1500 im Fränkischen Reichskreis. Es gehörte dann zum Fürstentum Eichstätt des Erzherzogs Ferdinand von Toskana. Seit den Friedensverträgen von Brünn und Preßburg 1805 gehört der Ort zu Bayern. 
Mit dem Gemeindeedikt von 1818 entstand die Ruralgemeinde Gungolding mit den zugehörigen Orten  Forstermühle und Ziegelhof. Bei der Volkszählung 1861 wurden 208 Einwohner und  62 Gebäude ermittelt.
Anlässlich der Gemeindegebietsreform schlossen sich am 1. Januar 1972 Gungolding, Pfalzpaint, Pfünz, Rapperszell, Rieshofen und Walting zur neuen Gemeinde Walting zusammen.

## Sehenswürdigkeiten
Die einst befestigte, außerhalb des Ortes auf eine Anhöhe stehende Pfarrkirche Mariä Himmelfahrt (Wehrkirche Gungolding) ist barock. Sie birgt spätgotische und barocke Ausstattungsgegenstände. Zu ihr führen 14 gemauerte Kreuzwegstationen von 1751 mit Bildtafeln des Eichstätter Künstlers Franz Maurer von 1992. Die benachbarte Alte Schule wurde 2004 als Pfarrheim umgestaltet. Das historische Turmhaus in der Ortsmitte wurde 2004 abgetragen und neu errichtet. Die Gungoldinger Wacholderheide ist eines der ältesten Naturschutzgebiete Bayerns.